# 黒い猫の歌
「黒い猫の歌」は、back numberのデジタル・シングル。2016年8月1日にユニバーサルシグマから配信された。

## 解説
- 自身初のデジタル・シングル[1]である。
- 表題曲は、映画『ルドルフとイッパイアッテナ』主題歌である。
- ジャケット写真は清水依与吏によって撮られたものである。

## 収録曲
1. 黒い猫の歌
作詞・作曲：清水依与吏　編曲：back number、soundbreakers
  - 映画『ルドルフとイッパイアッテナ』主題歌
2. 黒い猫の歌 (instrumental)

PVあり